# Future Library project
Future Library (en noruec: Framtidsbiblioteket, en catala “La Biblioteca del Futur” o “Biblioteca de Demà”) és una obra d'art pública ideada per Katie Paterson el 2014. El projecte recull una obra original d'un escriptor reconegut cada any, des de 2014 fins a 2114. Les obres romanen inèdites i no es publicaran fins a 2114. Per a la seva realització, es van plantar 1.000 arbres al bosc de Nordmarka, Noruega, que serviran per produir el paper amb què s'imprimiran les 100 obres en edicions limitades. The Guardian l'ha descrit com “la biblioteca més secreta del món”. ;

## Història
El projecte està gestionat pel Future Library Trust i compta amb el suport de la ciutat d'Oslo. Forma part del programa d'art públic Slow Space i va ser encarregat per Bjørvika Utvikling, una corporació que desenvolupa l'antic port de contenidors d'Oslo. Els manuscrits es custodien en una sala especial de la Biblioteca pública d'Oslo a Bjørvika, Oslo, coneguda com la Silent Room. Aquesta sala, dissenyada per Katie Paterson en col·laboració amb un equip d'arquitectes, es va inaugurar el 2022. Està construïda amb 100 capes de fusta ondulada dels arbres originals talats per fer lloc als nous. Cada capa conté un calaix de vidre per a un manuscrit corresponent a un any del projecte.
El públic pot veure els manuscrits, però no es podran llegir fins al 2114. També es venen certificats que donen dret a rebre l'antologia completa de les 100 obres. Els certificats, impresos en paper fet a mà amb la fusta original dels arbres, simbolitzen el període de 100 anys del projecte amb una secció transversal d'un arbre que mostra 100 anells.

## Contribucions
Cada any s'anuncia un autor a la tardor i el manuscrit es lliura l'estiu següent en una cerimònia pública al bosc. Els autors participants fins ara inclouen:
- 2014: Margaret Atwood, Scribbler Moon.[11][12]
- 2015:David Mitchell, From Me Flows What You Call Time[13]
- 2016 :Sjón, As My Brow Brushes On The Tunics Of Angels …,[14][15]
- 2017:Elif Shafak, The Last Taboo,[16][17]
- 2018: Han Kang, Dear Son, My Beloved,[18][19]
- 2019: Karl Ove Knausgård,[20] Blind Book
- 2020: Ocean Vuong,[21] King Philip
- 2021: Tsitsi Dangarembga,[22] Narini and Her Donkey
- 2022: Judith Schalansky, Fluff and Splinters: A Chronicle
- 2023: Valeria Luiselli, The Force of Resonance
- 2024:Tommy Orange[23]

El comitè del Future Library Trust selecciona els autors anualment basant-se en “aportacions excepcionals a la literatura o la poesia, i la capacitat de capturar la imaginació de generacions presents i futures”.

## Recepció
El projecte ha suscitat fascinació i intriga, però també ha rebut crítiques per l'exclusivitat temporal i social que suposa no permetre la lectura de les obres fins al 2114. Alguns han qualificat la iniciativa com una obra “que exclou diverses generacions”, tot i que s'ha elogiat la seva visió artística i l'originalitat del concepte.